# Barbula gracillima
Barbula gracillima là một loài Rêu trong họ Pottiaceae. Loài này được (Herzog) Broth. mô tả khoa học đầu tiên năm 1925.